# Bathytyphlops
Bathytyphlops är ett släkte av fiskar. Bathytyphlops ingår i familjen Ipnopidae.
Kladogram enligt Catalogue of Life:
| Bathytyphlops | \| \| Bathytyphlops marionae \| \| \| \| \| \| Bathytyphlops sewelli \| \| \| \| |
|               | \| \| Bathytyphlops marionae \| \| \| \| \| \| Bathytyphlops sewelli \| \| \| \| |
|               | Bathymicrops                                                                     |
|               |                                                                                  |
|               | Bathypterois                                                                     |
|               |                                                                                  |
|               | Ipnops                                                                           |
|               |                                                                                  |
|               | Bathytyphlops marionae                                                           |
|               |                                                                                  |
|               | Bathytyphlops sewelli                                                            |
|               |                                                                                  |

|  | Bathytyphlops marionae |
|  |                        |
|  | Bathytyphlops sewelli  |
|  |                        |